# Онај који обитава у тами
Онај који обитава у тами је епизода серијала Приче из базе ”Другде” објављена је премијерно у Србији у бр. 5. обновљене едиције Златне серије коју је покренуо Весели четвртак. Епизода је изашла 02.08.2018. год. Коштала је 350 динара (3,45 $; 2,96 €). Свеска је имала 170 страна. Епизода Онај који обитава у тами имала је 154 стране. Након ње налазио се текст Мистерије из базе ”Другде” Алфреда Кастелија (стр. 159-162), а потом кратак стрип Јане Адамовић и Игора Кордеја под називом Пут вина (стр. 163-170). На почетку се налази уводник Алфреда Кастелија (стр. 4).

## Оригинална епизода
Оригинална епизода под називом Colui che dimora nelle tenebre објављена је у новом серијалу Storie del Atrove, бр. 1, који је премијерно објављен 01.10.1998 у Италији у издању Бонелија. Епизоду су нацртали Данте Спада и Клаудио Пиколи, а сценарио написали Алфредо Кастели и Вићенцо Берета. Насловну страну је нацртао Ђанкарло Алесандрини.

## Кратак садржај
Сједињене Америчке Државе, август 1776. год. Бенџамин Франклин, његов стари пријатељ Жан Луј Биентот, Аманда, девојка са натприродним моћима, и будући председник Томас Џеферсон, заједнички се боре са снажним демоном, који жели да подјарми цело човечанство. Борба која се завршава успостављањем тајне агенције за проучавање паранормалних феномена под називом ”Другде”.

## Основне информације о едицији ПИБД
Ово је прва засебна епизода из серијала Приче из базе ”Другде” (ПИБД) нацртана 1998. године. База ”Другде” појављује се оригинално у серијау Марти Мистерија. База ”Другде” појављује се и у другим едицијама – Дилан Дог, Загор, Нејтан Невер, а у овој епизоди заснајемо да је основана 1776. године од стране очева оснивача Сједињених држава да би се бавила истраживањем натприродних појава. Ради се заправо о посебној агенцији америчке владе, коју води Мартијев другар Крис Тауер. База се бави необичним догађајима – блиским сусретима, немогућим догађајима, тајанственим грађевинама.
До краја 2018. год. је објављено 20 засебних епизода (епизоде се објављују у годишњаицима). У серијалу се појавњује велики број реалних ликова (научника, писаца, политичара), али и фиктивних ликова. Међу најпознатијима су Томас Џеферсон, Бенџамин Френклин, Ајнштајн, Худини, Е. А. По, Марк Твен, Ђузепе Гарбалди, Шерлок Холмс итд.
База ”Другде” се први пут помиње у епизоди 191. Марти Мистерије под називом Случај Мајорана, објављена 1988. године. Ово је збуњујуће, јер се пре тога помињала у епизодама Марти Мисерије из 1987. године, и касније. Алфредо Кастели објашњава да је заправо првих 50 страна епизоде Случај Мајорана нацртано 1986. године. Потом је рад на епизоди заустављен, па настављен 1988. године, када је епизода објављена.

## Наредна епизода
Политика редакције нове Златне серије је да се епизоде Приче из базе ”Другде” објављују у сваком броју који се завршава на 5. Наредна епизода објављена је у бр. 15. под називом Створ који вреба у магли у 26.09.2019. У Италији је објављивана једна епизода годишње. До 2019. год. је објављено укупно 20 епизода.